# Ardy Lightfoot
Ardy Lightfoot (アルディライトフット?) är ett plattformsspel utgivet till SNES 1993 i Japan och 1994 i västvärlden. Spelet utvecklades av ASCII, och utgavs av Titus i Nordamerika.

## Handling
Ardy Lightfoot är en antropomorfisk räv-katt-liknande figure. Hans bästa vän är pingvinen Pec, som också kan användas som vapen, ballong eller för att krossa sten. Om Ardy blir skadad avfiender, försvinner Pec, och Ardy får då slåss genom att vifta till fienderna med svansen. Han kan också gömma sig bakom en spegel, och använda dem som sköld.
Regnbågen har delats i sju delar, och Ardy skall återfinna dem. Den som har alla bitarna får en önskning. Den onde kung Visconti har redan en del, och letar efter de andra. Han har skickat iväg sina hantlangare, bland andra Beecroft och Catry.  Till sin hjälp har Ardy även ytterligare tre vänner, en med okänt namn, Nina samt äventyraren Don Jacoby.

### Fotnoter
1. 1 2 3 4 5  ”Release information”. Gamefaqs. Arkiverad från originalet den 17 maj 2014. https://web.archive.org/web/20140517115739/http://www.gamefaqs.com/snes/588200-ardy-lightfoot/data. Läst 15 maj 2014.
2. ↑  ”Composer information”. SNES Music. http://www.snesmusic.org/v2/profile.php?selected=14082&profile=set. Läst 15 maj 2014.
3. ↑  ”Japanese title information”. SuperFamicom.org. http://superfamicom.org/info/ardy-lightfoot. Läst 15 maj 2014.